# Punk Goes Pop Vol. 7
Punk Goes Pop Vol. 7 is het zeventiende compilatiealbum uit de Punk Goes...-serie uitgegeven door Fearless Records. Het album bevat covers van populaire popnummers, gespeeld door post-hardcore-, metalcore- en poppunkbands. Het werd uitgegeven op 14 juli 2017.

## Nummers
1. "Stitches" (Shawn Mendes) - State Champs (3:03)
2. "That's What I Like" (Bruno Mars) - Dance Gavin Dance (3:27)
3. "Gangsta" (Kehlani) - New Years Day (3:54)
4. "Can't Feel My Face" (The Weeknd) - The Amity Affliction (3:21)
5. "When We Were Young" (Adele) - Andy Black ft. Juliet Simms (4:45)
6. "Love Yourself" (Justin Bieber) - Grayscale (3:26)
7. "Fake Love" (Drake) - Capsize (3:10)
8. "Heathens" (Twenty One Pilots) - Boston Manor (3:46)
9. "Shape of You" (Ed Sheeran) - Eat Your Heart Out (3:56)
10. "Let It Go" (James Bay) - The Plot in You (4:19)
11. "I Don't Wanna Live Forever" (Zayn Malik en Taylor Swift) - Ice Nine Kills (4:24)
12. "Closer" (The Chainsmokers ft. Halsey) - Seaway (4:12)
13. "In the Name of Love" (Martin Garrix en Bebe Rexha) - Too Close to Touch (3:17)

## Posities in hitlijsten
| Hitlijst           | Hoogste positie |
| ------------------ | --------------- |
| ARIA Charts        | 10              |
| Billboard 200      | 79              |
| Alternative Albums | 12              |
| Rock Albums        | 15              |

Punk Goes Metal ·
Punk Goes Pop ·
Punk Goes Acoustic ·
Punk Goes 80's ·
Punk Goes 90's ·
Punk Goes Acoustic 2 ·
Punk Goes Crunk ·
Punk Goes Pop Volume Two ·
Punk Goes Classic Rock ·
Punk Goes Pop Volume 03. ·
Punk Goes X ·
Punk Goes Pop Volume 4 ·
Punk Goes Pop Volume 5 ·
Punk Goes Christmas ·
Punk Goes 90s Vol. 2 ·
Punk Goes Pop Vol. 6 ·
Punk Goes Pop Vol. 7